# Космогонические гипотезы
Космогонические гипотезы, в рамках основного предмета, дают объяснение происхождению и развитию Земли, Солнечной системы, Галактики и Вселенной. В силу ограниченности научных знаний, самые ранние гипотезы (поскольку Земля считалась единственной планетой) описывали появление нашей планеты, суши и океанов (к настоящему времени эта мифология сосредоточена в тех или иных религиозных текстах, закрепляющих такие гипотезы своим авторитетом).
В XVIII-XIX веках, когда стало известно существование Солнечной системы, состоящей из крупных и равноправных по своему небесному статусу планет, астрономы и физики на основе механики Ньютона развили гипотезы о формировании планетных систем - как нашей, так и возможных у других звёзд. По мере дальнейшего расширения нашего видения Вселенной, рамки таких гипотез всё расширялись, включая в себя Галактику и скопления галактик (1960 годы), крупномасштабную структуру Вселенной и квантовые эффекты при её возникновении. Цепь развития космогонических гипотез и на сегодня нельзя считать завершённой, но можно рассматривать те или иные завершённые гипотезы в ретроспективе и перспективы новых, всё ещё развивающихся.
Вводными для космогонических гипотез являются как исходное состояние материи (состав, плотность, дифференциация), так и физические законы, известные авторам гипотез. Отсюда, непрерывное изменение багажа знаний о состоянии материи во Вселенной и новых физических законах вызывает дальнейшую эволюцию гипотез на основании исходных данных.

## Гипотезы о формировании нашей планетной системы
Таковые делят на катастрофические и эволюционные. Катастрофические исходят из возникновения планетной системы в ходе случайного масштабного космического катаклизма. Так, одно время популярная, гипотеза Джинса объясняла возникновение нашей планетной системы из солнечного вещества, выброшенного при тесном прохождении рядом с Солнцем другой звезды. Поскольку такое прохождение из-за больших межзвёздных расстояний маловероятно, возникшая на Земле жизнь должна быть почти уникальным событием. Позднее, катастрофические гипотезы одна за другой были отвергнуты из-за неспособности объяснить особенности нашей планетной системы, а на сегодня, после открытия тысяч внеземных планетных систем, эволюционные или небулярные гипотезы полностью преобладают.

### Гипотеза Канта
По мнению философа Иммануила Канта, планеты и Солнце сформировались из гигантского холодного пылевого облака. Сконденсировавшись, они образовали нашу планетную систему. Тогда не было известно, что основным составляющим элементом Солнца являются водород и гелий - соответственно, гипотеза не даёт объяснения дифференциации вещества Солнца и планет по составу. Нет и объяснения, каким образом львиная доля момента вращения системы была передана планетам, в то время как 98,5% массы системы составляет Солнце.

### Гипотеза Лапласа
Астроном Пьер Лаплас выдвинул теорию формирования Солнечной системы из облака горячего газа. По мере остывания газ сжимался и распадался на отдельные сгустки. Самый крупный из них стал Солнцем, малые — планетами. Как и гипотеза Канта, оригинальная гипотеза Лапласа не может объяснить передачу момента вращения внешним планетам - это стало возможно после открытия магнитного поля Солнца, исследования его структуры, продолжительности и пути эволюции звёзд. Во времена Лапласа не было известно, насколько долго уже существует Солнце и Земля, источником солнечной энергии считались сжатие или метеоритная бомбардировка, что давало срок существования Солнца в несколько миллионов лет.
Ошибочно расхожее мнение, по которому гипотезы Канта и Лапласа совпадают. В них различны уже свойства первичной туманности, и коренным образом расходятся все её эволюции. Гипотеза Лапласа благодаря работам Роша («Essai sur la constitution et l’origine du système solaire», 1875) имеет некоторое право на место в астрономических трактатах. Гипотеза Канта в слишком многих пунктах идёт вразрез с основными законами механики и представляет лишь исторический интерес. 

### Гипотеза Джинса
В 1919 году английский астрофизик Дж. Джинс выдвинул гипотезу, согласно которой все объекты Солнечной системы образовались из вещества Солнца, которое было вырвано из него в результате близкого прохождения рядом c ним какой-то звезды. Вырванное вещество изначально двигалось по очень вытянутой траектории, но со временем, в результате сопротивления среды, состоявшей из мелких капелек того-же солнечного вещества, орбиты крупных сгустков стали почти круговыми. Исходя из этой гипотезы следовало, что образование планетных систем вокруг звезд является чрезвычайно редким событием, поскольку большинство звезд в галактике не испытывают таких сближений ни разу за всё время своего существования.
С физической точки зрения гипотеза Джинса оказалась несостоятельной. Экспериментальные данные показывают, что удельный момент количества движения, заключенный в Солнце на порядок меньше, чем таковой для планет. Расчеты Н. Н. Парийского подтвердили, что вещество, вырванное из Солнца, должно было либо упасть обратно на него, либо увлечься вырвавшей его звездой.

### Гипотезы Фесенкова
Академик В. Г. Фесенков, являясь противником космогонической теории О. Ю. Шмидта, сам создал несколько гипотез образования Солнечной системы, ни одна из которых, однако, не была детально проработана.
Так в одной из ранних гипотез В. Г. Фесенков предполагал, что планеты образовались из газовых масс, отделившихся от Солнца при его вращении. Сделать такое предположение позволяло то, что в то время предполагалось, что все звезды рождаются горячими, но, со временем, сбрасывают часть своего вещества, уменьшают температуру, перемещаясь по главной последовательности диаграммы Герцшпрунга-Рассела.
К середине 50-х годов положение теории Шмидта о том, что планеты сформировались из холодной газо-пылевой среды, стало общепризнанным. На основе этого В. Г. Фесенков предположил, что планеты образовались из холодного газо-пылевого облака, окружавшего то облако, из которого образовалось Солнце, уже обладающего избыточным запасом вращения. Истечении вещества в экваториальной плоскости образующегося Солнца увеличило плотность газо-пылевой среды в этой плоскости, что позволило образоваться зародышам планет, плотностью около 10−5 г/см3. Образование планет должно было начаться с периферии солнечной системы.

### Гипотеза Шмидта
Шмидт даёт ещё один вариант распределению моментам движения планет, предполагая их раздельное формирование (в разных частях облака). В качестве механизма потери момента предполагается выброс вещества из формирующихся протопланет. Идеи Шмидта поддержал и развил английский астрофизик Литлтон. Однако, как и все предшествующие, гипотеза Шмидта не может справиться с необъяснимо медленным вращением Солнца, наклонами орбит планет, и обратным вращением Урана.

## Гипотезы о формировании звёзд
В большинстве предполагалось совместное формирование планет и Солнца, также как и других звёзд. Из общего ряда выделялись катастрофические, предполагавшие появление как случайный результат катаклизма. Наиболее сложным моментом таких гипотез оставался вопрос стабильности излучения звёзд (в частности Солнца) на протяжении геологического времени. Современная теория звездной эволюции опирается на происходящий в недрах этих небесных тел нуклеосинтез.

## Гипотезы о формировании Галактики
Ранние гипотезы были основаны исключительно на механике Ньютона. Примером являются построения Сведенборга.

### Гипотеза Сведенборга
Гипотеза Сведенборга (1732) замечательна как последняя и наиболее разработанная из построенных не на законе притяжения. Сведенборг исходил из вихревой теории Декарта и в своих «Principia rerum naturalium» (раздел «de Chao Universali solis et planetarum») так описывает происхождение мира: вследствие давления мировой материи местами появляются довольно плотные агломераты (зародыши звёзд), а в них вследствие присущей частицам материи наклонности двигаться по спиралям образуются вихри. Эти вихри захватывают частицы материи иного порядка, и из них формируется нечто вроде шаровой темной корки, вращающейся около уже сияющего центра — солнца. Вследствие центробежной силы эта корка становится тоньше, наконец лопается, из её осколков образуется кольцо около солнца, оно в свою очередь разрывается на части, которые и дают начало планетам.] и на так называемой гипотезе первичной туманности — бесформенного, крайне разрежённого однородного [Химический состав туманности Крукс назвал протилом; из этого протила, по его мнению, сложились все химические элементы.] скопления вещества.
Все подобные космогонические гипотезы не могут считаться принадлежащими к астрономии как к точной науке. В них совершенно произвольны как начальные обстоятельства, так и условия развития, многие детали противоречат друг другу и существующим явлениям. Эти гипотезы — лишь образец того, как без особенных натяжек и почти без явных противоречий законам механики могли бы развиться системы, подобные солнечной. Переходя от Сведенборга и Канта к Лапласу и Рошу, а затем к Д. Дарвину, задача сужается — от всего мироздания к солнечной системе и к образованию одного спутника. В то же время рассуждения постепенно переходят на более твёрдую почву.

### Гипотеза Фая
Допускает предвечное существование «хаоса» как темной и холодной туманности. Вследствие начавшегося сжатия, вызванного притяжением, материя нагрелась и стала слабо светиться, совершенно подобно туманностям, открытым фотографией. По различным направлениям хаос бороздят «потоки» материи. Местами вследствие встречи противоположных потоков получаются вихри — родоначальники спиральных туманностей, а за ними и различных звездных систем. Основным типом этих систем служат тесные двойные и кратные звезды, где массы распределены довольно равномерно, а составляющие звезды вращаются вокруг общего центра тяжести. Для образования системы, подобной нашей солнечной, требовались исключительно благоприятные условия. Фай настаивал, что планетные системы — редкое исключение среди звездных миров. Там, где в хаосе не было встречи движений, образовались не вихри, а медленно сгущающиеся облака мелких раскаленных телец (пример тому в созв. Геркулеса, Центавра). В такой системе равнодействующая сила ньютонианского взаимного притяжения отдельных частиц всегда направлена к центру системы и прямо пропорциональна расстоянию частицы до него. Такой же закон сил господствовал и в нашей системе до сложения солнца. Вследствие этого кольца, образовавшиеся внутри туманности, дают начало планетам с прямым вращением вокруг осей. Между тем формируется центральное сгущение — солнце, масса которого, наконец, далеко превосходит массу оставшейся туманности, и закон сил изменяется: начинает преобладать центральное притяжение, обратно пропорциональное квадрату расстояния. Все частицы туманности движутся уже по законам Кеплера. Планеты, которые еще не успели сложиться из колец, получают вращение обратное. Таким образом, по гипотезе Фая, земля и внутренние планеты старше солнца, а оно старше Урана и Нептуна. Несмотря на удачное замечание о перемене закона сил, гипотеза Фая объясняет некоторые пункты (напр. образование колец) менее удовлетворительно, чем гипотеза Лапласа-Роша. Даже главная цель её — объяснить аномальное вращение Урана и Нептуна — не вполне достигнута.

### Гипотезы форм планет
Во времена Лапласа считалось, что вращающаяся жидкая масса для равновесия должна принять форму тела вращения. Отсюда гипотетическое деление массы на части неизбежно происходила в виде круговых колец. Якоби (1856) первый указал на трехосный эллипсоид как на форму равновесия вращающейся жидкости и тем положил начало новым исследованием. Пуанкаре (1890) нашел, что при увеличении скорости вращения эллипсоид Якоби переходит в иную, «грушевидную» (апиоид) форму равновесия; дальнейшее же увеличение скорости должно вызвать разрыв всей массы на две неравные части. Д. Дарвин пришел к тем же результатам обратным путём. Исследуя приливное взаимодействие двух близких масс, он вывел, что подобные массы должны были раньше составлять одну, фигура которой близко подходит к апиоиду Пуанкаре. Ни одна из вышеизложенных гипотез не объясняет сформирование планеты из кольца; тем вероятнее новый вывод, по которому образование кольца — совершенно аномальное явление и имело место в солнечной системе только раз (для астероидов), все же планеты и спутники произошли путём отделения клуба материи. Если оторванный клуб был слишком мал, он не успевал удалиться от большей массы и был разорван её приливным действием. Пример тому — кольца Сатурна, истинный генезис которых, как рассеянного спутника, был выяснен еще Рошем (1848). Для системы луна — земля исследования Дарвина можно назвать весьма удачными; меньше значения они имеют для эволюции других планет. Лишь для системы спутников Марса они дают новые разъяснения. Си (See) приложил вывод Д. Дарвина к звездным системам. Он указал (1893) сходство фигур, найденных Пуанкаре и Дарвином, с двойными туманностями и объяснил приливным действием значительные эксцентриситеты орбит большинства двойных звезд. Си подтверждает взгляд Фая, по которому планетные системы составляют исключение во вселенной, господствует же тип двойных звезд, лишенных планет. У всех изложенных космогонических теорий имеются общие слабые пункты, которые, быть может, следует отнести на счет самой гипотезы первичной туманности. Зачатки этой гипотезы видны в объяснении новых звезд 1572 и 1606 годов Тихо Браге и Кеплером. Галлей в 1714 г. говорит о повсеместном и предвечном существовании материи в разреженном состоянии. Параллельно с умозрениями Канта и Лапласа к гипотезе туманной материи пришел В. Гершель, из наблюдений. Он думал проследить в различных туманностях все стадии развития звезд. Несколько времени спустя лорд Росс показал, что многие из этих туманностей распадаются на отдельные звезды, и тем поколебал было доверие к гипотезе. Однако спектральный анализ подтвердил, что существуют светящиеся газообразные массы с очень слабым сплошным спектром, на котором выделяются блестящие линии. Но нужно признать, что гипотеза эволюции всех небесных светил из первичной туманности совершенно эмпирична и не имеет еще никакого фактического подтверждения.